# Pedro de Bruys
Pedro de Bruys (también conocido como Pierre De Bruys o Peter de Bruis; fl. 1117-c.1131) fue considerado un hereje francés por predicar doctrinas opuestas a las creencias sostenidas por la Iglesia católica. Una multitud enfurecida lo mató alrededor del año 1131. La información que se dispone acerca de Pedro de Bruys proviene de dos fuentes, el tratado de Pedro el Venerable contra sus seguidores y un pasaje escrito por Pedro Abelardo.

## Vida y doctrina
Las fuentes sugieren que Pedro nació en Bruis, en el sudeste de Francia. Sobre sus primeros años no se sabe nada, sólo que era un sacerdote católico que fue despojado de su puesto por enseñar doctrinas no ortodoxas. Empezó a predicar en el Delfinado y la Provenza probablemente entre 1117 y 1120. Los obispos de las diócesis cercanas de Embrun, Die y Gap prohibieron sus enseñanzas en sus jurisdicciones. A pesar de la represión oficial, las doctrinas de Pedro ganaron partidarios en Narbona, Toulouse y en la Gascuña.
Pedro de Bruys admitió la autoridad de los Evangelios en su interpretación literal. El resto del Nuevo Testamento parece que fue considerado sin valor alguno, pues Pedro dudaba de su origen apostólico. Relegaba las epístolas del Nuevo Testamento a un valor secundario, pues no provienen de Jesucristo, sino que son obra de hombres sin origen divino.
Rechazó el Antiguo Testamento, la autoridad de los Padres de la Iglesia de la propia Iglesia Católica. Su desdén por la Iglesia se extendía también a los clérigos. Pedro de Bruys predicó el ejercicio de la violencia física contra sacerdotes y monjes, prédicas que fueron atendidas por sus seguidores, conocidos como petrobrusianos. Los petrobrusianos se opusieron también al celibato del clero.

### Tratado de Pedro el Venerable
Pedro el Venerable, también conocido como Pedro de Montboissier, fue un abad que llegó a ser una figura popular de la iglesia, un erudito conocido internacionalmente y  vinculado con muchos líderes religiosos y nacionales de sus días. También fue un escritor religioso de renombre. En el prefacio de su tratado contra Pedro de Bruys señaló las cinco enseñanzas que consideraba errores de los petrobrusianos.

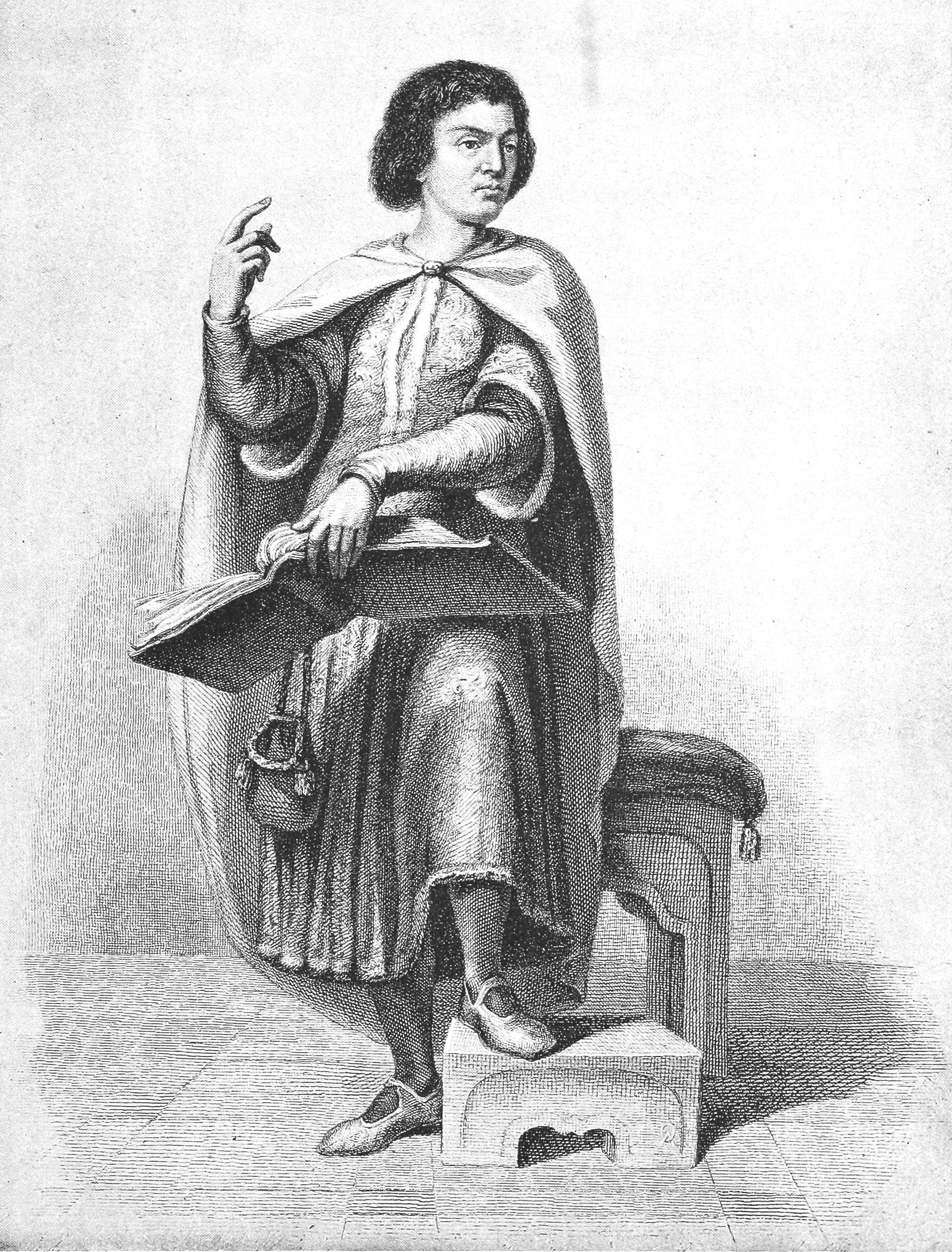
Tanto Pedro el Venerable como Pedro Abelardo (en la imagen) atacaron las doctrinas de Pedro de Bruys.

El primer error era su rechazo de que los niños, antes de tener conocimiento, pudieran salvarse por el bautismo... de acuerdo con los petrobrusianos, sólo la fe individual conjuntamente con el bautismo puede salvar el alma, pues Dios dice que el que cree y está bautizado será salvado, pero el que no lo esté será condenado. Esto era contrario a las enseñanzas de la iglesia, en las que el bautismo infantil desempeñaba un papel esencial en la salvación. Esta creencia proviene de las enseñanzas de los primeros cristianos, basada en las palabras del Evangelio de Juan: «En verdad, en verdad te digo: el que no nazca de agua y de Espíritu no puede entrar en el Reino de Dios».
El segundo error era que los petrobrusianos decían que no se debía edificar templos ni iglesias, y también se les atribuye la enseñanza de que es supefluo construirlos, pues la iglesia de Dios no consiste en multitud de piedras juntas, sino en la unidad de los creyentes. Los pensadores ortodoxos consideraban que las catedrales y las iglesias glorificaban a Dios, así que era apropiado que estos edificios fueran tan grandes y bellos como la riqueza y capacidad de los creyentes pudiera hacer posible.
El tercer error enumerado por Pedro el Venerable era que los petrobrusianos exhortaban a los fieles a «destruir y quemar las cruces, pues esa forma o instrumento por la que Cristo fue torturado, tan cruelmente asesinado, no es merecedora de adoración, veneración o súplica alguna, sino de la venganza de sus tormentos y muerte y debe de tratarse con deshonor, trocearse con espadas y quemarse en el fuego». Esta postura fue considerada extrema. El símbolo de la cruz estaba asociado con el cristianismo desde los primeros años.
El cuarto error, siempre de acuerdo con Pedro el Venerable, era que los petrobrusianos rechazaban la gracia sacramental, incluyendo la doctrina de la transubstanciación. Pedro de Bruys predicaba que Cristo nunca nació de la carne y que nunca sufrió ni murió realmente. En consecuencia, la eucaristía carecía de significado. «Rechazan no sólo la verdad del cuerpo y la sangre del Señor, ofrecida diaria y constantemente en la iglesia mediante el sacramento, sino que además declaran que no es nada especial, y no debe ofrecerse a Dios. Dicen “Oh, gente, no creáis en los obispos, sacerdotes o clérigos que os seducen; que, como en muchas cosas, tanto en su oficio como en el altar, os engañan cuando profesan falsamente que hacen el cuerpo de Cristo, y os lo dan para salvar vuestras almas”». La creencia en la transubstanciación, término empleado para describir el cambio de pan y vino a cuerpo y sangre de Cristo, se empleó por primera vez por Hildeberto de Lavardin alrededor de 1079. La idea estaba aceptándose rápidamente como doctrina ortodoxa en tiempos de Pedro de Bruys. En menos de dos siglos, en 1215, el IV Concilio de Letrán empleó la palabra «transubstanciación» para hablar del cambio que tiene lugar en la eucaristía.
El quinto error fue que «ellos ridiculizan los sacrificos, prédicas, limosnas y otras buenas obras de los vivos creyentes para los muertos creyentes, y dicen que tales cosas no pueden ayudar a los muertos ni lo más mínimo... Los buenos actos de los vivos no pueden beneficiar a los muertos, porque sus méritos en esta vida no pueden incrementarse ni disminuirse, pues más allá de esta vida no hay lugar para los méritos, sólo para la retribución. Tampoco puede un hombre muerto esperar de nadie lo que mientras vivía en el mundo no obtuvo. Así, esas cosas que los vivos hacen por los muertos son en vano, pues dado que son mortales pasan mediante la muerte sobre toda la carne al estado del mundo futuro, y llevan con ellos todos sus méritos, a los que no se puede añadir nada».

## Muerte y legado
Como registró Pedro el Venerable, las cruces eran objeto del desprecio de los petrobrusianos. Pedro de Bruys decía que no solo no merecían veneración, sino que debían quemarse. Alrededor del año 1131, Pedro quemó públicamente cruces en St Gilles, junto a Nîmes. El populacho local, enfadado por el sacrilegio, le quemó en su propia pira.

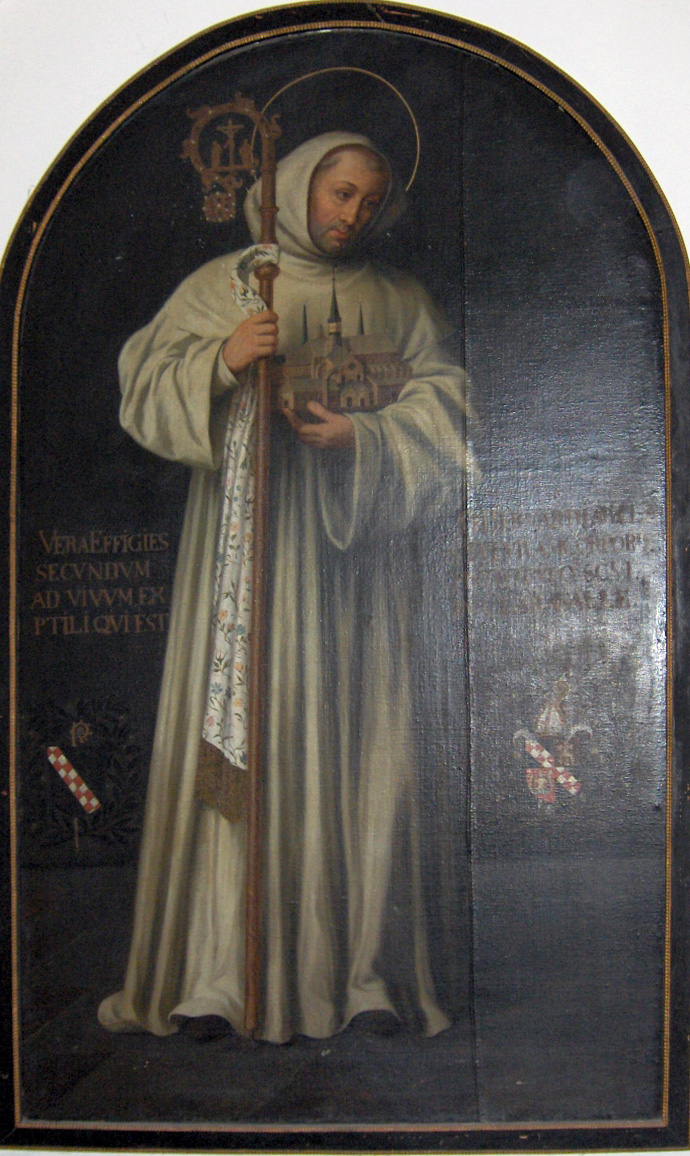
Bernardo de Claraval pidió la vuelta a la ortodoxia romana.

Enrique de Lausana, un antiguo monje cluniacense, adoptó las enseñanzas petrobrusianas en 1135 y difundió una forma modificada de las mismas tras su muerte. Las enseñanzas de Pedro de Bruys siguieron condenadas por la Iglesia católica. Merece especial mención la condena del Concilio de Letrán II en 1139.
Los discípulos de Enrique de Lausana recibieron el nombre de enricianos. Tanto los enricianos como los petrobrusianos empezaron a extinguirse en 1145, el año en que Bernardo de Claraval comenzó a predicar una vuelta a la ortodoxia romana en el sur de Francia. Poco después Enrique de Lausana fue arrestado, llevado ante el obispo de Toulouse y probablemente encarcelado de por vida. En una carta al pueblo de Toulouse, indudablemente escrita a finales de 1146, Bernardo les pide que extirpen los últimos restos de la herejía. Sin embargo, en 1151 todavía había enricianos en Languedoc. En ese año el monje benedictino y cronista inglés Matthew Paris relató que una joven que aseguró haber recibido la inspiración de la Virgen María había convertido a muchos discípulos de Enrique de Lausana. Ambas sectas desaparecieron de los registros históricos tras esta fecha.
No hay evidencias que señalen que Pedro Valdo o alguna otra figura religiosa posterior estuvieran directamente influidas por Pedro de Bruys. Sus puntos de vista radicales acerca del Antiguo Testamento y las epístolas del Nuevo impiden que sea un predecesor espiritual de figuras protestantes, como Martín Lutero o John Smyth. A pesar de esto, Pedro de Bruys está considerado un profeta de la Reforma por algunos protestantes.